# Platyretus sudindicus
Platyretus sudindicus är en insektsart som beskrevs av Chandrasekhara A. Viraktamath och Webb. Platyretus sudindicus ingår i släktet Platyretus och familjen dvärgstritar. Inga underarter finns listade i Catalogue of Life.